# Magnesiumfluoride
Magnesiumfluoride is het magnesiumzout van waterstoffluoride, met als brutoformule MgF2. De stof komt voor als witte kristallen, die zeer slecht oplosbaar zijn in water. Het oplosbaarheidsproduct (KS) bedraagt 5,16 × 10−11.

## Synthese
Magnesiumfluoride kan bereid worden uit reactie van magnesiumoxide en ammoniumbifluoride:
{\displaystyle {\ce {MgO + (NH4)HF2 -> MgF2 + NH3 + H2O}}}
Het kan ook eenvoudigweg bereid worden door reactie van magnesiumchloride en ammoniumfluoride:
{\displaystyle {\ce {MgCl2 + 2NH4F -> MgF2 + 2NH4Cl}}}
Een andere methode is de reactie van magnesiumchloride met waterstoffluoride:
{\displaystyle {\ce {MgCl2 + 2HF -> MgF2 + 2HCl}}}

## Kristalstructuur
Magnesiumfluoride kristalliseert uit in een tetragonaal kristalstelsel. Het behoort tot ruimtegroep P42/mnm. Ieder magnesiumatoom wordt in een octaëdrische structuur omringd door 6 fluoratomen en ieder fluoratoom wordt omringd door 3 magnesiumatomen. De kristallen zijn, zoals calciet, dubbelbrekend. De hardheid op de schaal van Mohs bedraagt 6.

## Eigenschappen en toepassingen
Magnesiumfluoride is een zeer stabiele verbinding, die enkel wordt aangetast door kokend zwavelzuur. Bovendien is het optisch gezien een interessante verbinding. Het is namelijk transparant over een groot bereik aan golflengtes en heeft daarbij een lage dispersie. Daarom wordt het gebruikt in vensterglas, lenzen en prisma's voor een golflengtebereik van 120 nm (vacuüm ultraviolet) tot 8,0 μm (infrarood). De Verdet-constante voor magnesiumfluoride bij 632,8 nm bedraagt 0,00810 arcmin·G−1·cm−1.